# Inpu Mon In no Taifu
Inpu Mon In no Taifu (殷富門院大輔, 1130 - 1200) est une poétesse et courtisane japonaise qui vit à la fin de l'époque de Heian et au commencement de l'époque de Kamakura. Son père est Fujiwara no Nobunari et sa mère est la fille de Sugawara no Ariyoshi. Elle sert la princesse impériale Ryōshi de Inpu Mon In, fille de l'empereur Go-Shirakawa.
Elle est formée à la poésie waka par le moine Shun'e et ses compagnons en poésie sont Fujiwara no Sadaie, les moines Jakuren et Saigyō et le poète-samouraï Minamoto no Yorimasa, entre autres. 
Quelques-uns de ses poèmes sont inclus dans l'anthologie impériale Senzai Wakashū, et sa collection personnelle de poèmes dans la Inpu Mon In no Daifu-shū (殷富門院大輔集). Elle fait partie de la liste des trente-six poétesses immortelles et de la liste des Hyakunin Isshu.

## Source
- Peter McMillan (2008) One hundred poets, one poem each: a translation of the Ogura Hyakunin Isshu. New York: Columbia University Press.  (ISBN 9780231143981)